# Hans Rauchensteiner
Hans Rauchensteiner (* 19. Dezember 1948 in Landshut; † 6. März 2021 in München) war ein deutscher Sportfotograf, der von 1972 bis 2021 regelmäßig bei Veranstaltungen Münchner Vereine fotografierte und anderem auch bei 18 Olympischen Spielen, 9 Fußball-Weltmeisterschaften und 20 Wimbledon-Tennisturniere tätig war. Er war verheiratet mit der Fotografin Hanne Rauchensteiner. Seit 1982 fotografierte er auch im Auftrag des FC Bayern München für Autogrammkarten, das Vereinsmagazin und Mannschaftsposter.
Für seine Fotos gewann er renommierte Preise. Als ein herausragendes Sportfoto gilt eine Aufnahme vom FC Bayern-Torwart Walter Junghans, die Hans Rauchensteiner 1981 an der Anfield Road in Liverpool gelang.
Nach seinem Tod erschienen zahlreiche Nachrufe in Tageszeitungen, journalistischen Fachmedien sowie von Vereinen.

## Leben
Rauchensteiner lernte Dreher, studierte Maschinenbau und arbeitete bis 1974 bei Siemens. 1974 fotografierte er für die Fotoagentur Sven Simon. Bis 1977 fotografierte er mit Nikon, ab da mit verschiedenen Canon Systemen. 1980 gründete er die Agentur Pressefoto Rauchensteiner, für die in den 90er Jahren auch Norbert Schramm arbeitete. Am 6. März 2021 starb er im Alter von 72 Jahren nach dem Spiel FC Bayern München gegen Borussia Dortmund.

## Preise
- 1978 1. Preis World Press Photo[13]
- 1987 Sportfoto des Jahres, 1989 1. Platz IOC-Wettbewerb[14]
- 1993 Sportfoto des Jahres[15]
- 2009 Sven-Simon-Preis[13]